# Бої за Іванків

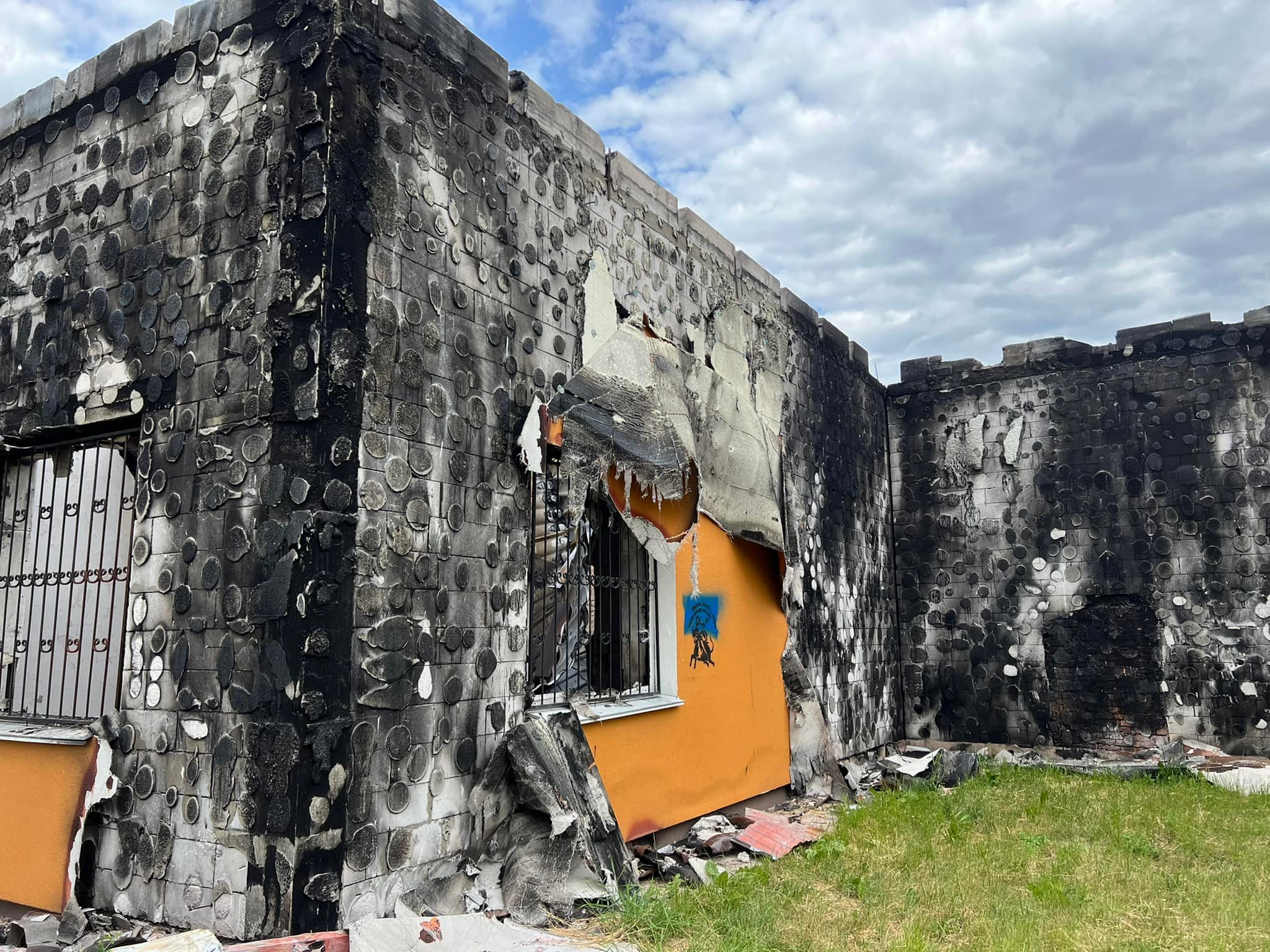

Бої за Іванків — епізод російсько-української війни. Після вторгнення до Чорнобильської зони з території Білорусі російські війська 25 лютого 2022 року були зупинені на шляху до Києва під Іванковом. З кінця лютого селище було окуповане росіянами. 1 квітня 2022 року Збройні сили України відновили контроль над Іванковом.

## Перебіг подій

### 25 лютого
Українські військові 25 лютого вели значні бої в районі міста Іванків, оскільки російські війська, очевидно, намагалися просунутися на столицю з півночі.

### 27 лютого
27 лютого перед опівніччю біля містечка виявили колону російських танків. Знімки опублікувало агентство Reuters, їх надала американська компанія Maxar Technologies Inc. Також там стоять бойові машини піхоти і САУ. Від авіаудару згорів Іванківський історико-краєзнавчий музей.

### 2 березня
2 березня російські війська почали перекидувати техніку у напрямку міст Димер та Вишгород, а також у напрямку міста Житомир. У зв'язку з цим у громадах склалася складна гуманітарна ситуація, бо ворог не дає проходу цивільним особам із продовольчою допомогою та відкриває вогонь на поразку. Незважаючи на небезпеку, робиться все можливе, щоб надати допомогу нужденним.

### 10 березня
10 березня з метою пропаганди російськими військами було організовано роздачу нібито гуманітарної допомоги.

### 1 квітня
1 квітня Іванків був визволений Збройними силами України.